# Talairan

Talairan este o comună în departamentul Aude din sudul Franței. În 1 ianuarie 2022 avea o populație de 436 de locuitori.